# Fundació
|  | Per a altres significats, vegeu «Fundació (desambiguació)». |

Una fundació és un tipus de persona jurídica que es caracteritza per ser una organització sense ànim o fins de lucre. Dotada amb un patrimoni propi atorgat pels seus fundadors, la fundació ha de perseguir els objectius que es van considerar en el seu objecte social, si bé ha de també cuidar del seu patrimoni com a mitjà per a la consecució dels fins.
Per això, si bé la finalitat de la fundació ha de ser sense ànim de lucre, això no impedeix que la persona jurídica es dediqui al comerç i a activitats lucratives que enriqueixin el seu patrimoni per a un millor compliment de la fi última.

## Regulacions nacionals
Les fundacions nord-americanes són diferents de les europees. Una fundació regida per la legislació nord-americana permet assignar sous quantiosos, permet lucrar-se amb el treball i a més té beneficis fiscals.
Per exemple a Espanya, ha de ser una organització sense ànim de lucre, l'objectiu de la qual respon a interessos generals i no particulars, i que posseeix un patrimoni destinat al compliment d'aquestes fins. L'absència d'ànim de lucre ha d'entendre's com impossibilitat de repartir beneficis, però sí que pot tenir excedents que, en tot cas, haurien de ser destinats al compliment de fins en exercicis posteriors, o a l'increment del patrimoni de la Fundació en els percentatges que estableixi la llei.
Les fundacions són persones jurídiques privades, però poden pertànyer al sector públic quan han estat creades (i, per tant, assignada la seva dotació fundacional) per un organisme administratiu amb capacitat per a això. La seva constitució pot realitzar-se, segons l'actual legislació estatal, mitjançant acte "inter vivos" o "mortis causa". En el primer supòsit els fundadors haurien d'atorgar escriptura pública de constitució de la fundació. En el segon suposat, és el mateix testador el qual manifesta aquesta voluntat fundacional i establix el patrimoni que destina a aquest efecte (dotació fundacional). Serà posteriorment el marmessor, si ho hagués, o si escau els hereus, els cridats per la Llei per a atorgar davant notari la corresponent escriptura pública de constitució de la fundació. En defecte d'això, ho serà el protectorat competent.

## Regulació legal
Està regulat al Codi Civil de Catalunya Llibre tercer, Títol II i per la llei 5/2001 parcialment derogada per l'esmentat Codi Civil.2019
La Llei 30/1994 de Fundacions regulava les fundacions a Espanya. Establia que les administracions públiques espanyoles podien crear fundacions (fundacions públiques). La Llei 50/2002, de 26 de desembre, de Fundacions continuà permetento.

## Fundacions
- Escola Superior de Comerç i Distribució